# Seguenzia caliana
Seguenzia caliana är en snäckart som beskrevs av Dall 1919. Seguenzia caliana ingår i släktet Seguenzia och familjen Seguenziidae. Inga underarter finns listade i Catalogue of Life.